# 林田球
林田球（Q Hayashida 1977年—），日本的女性漫画家，插画家。生于东京。毕业于东京都立艺术高中，东京艺术大学油画专业。

## 生平
1997年，她以《沙发酱》出道，并凭借该剧获得了 "四季奖 "的亚军。 她的绘画风格的特点是粗犷而又不失细腻。 她对人体的刻画、背景和人物细节都有很强的关注度。 许多肌肉发达的男女出场，用铅笔打草稿而不擦掉，大胆地涂抹彩色手稿，不顾遗漏和杂色，是很有特点的。 
虽然很多描写都是怪诞的，比如对血肉横飞、血肉横飞、内脏飞溅的激烈打斗的描写，但也有很多呆萌搞笑的描写和日常生活中的平淡无奇的描写，混杂在一起，营造出一种独特的氛围。 在接受《季刊S》(Style/飞鸟新社)第一期的作者采访时，她表示自己深受《周刊少年Jump》等少年漫画作品的影响。
自画像是一个球形的物体。

## 作品清单

### 长篇作品　(漫画)
- 魔剑X ANOTHER（1999年 - 2001年，月刊杂志Z、讲谈社） - 根据Atlus开发的电视游戏《魔剑X》改编而成。2008年12月，ENTERBRAIN推出了《魔剑X ANOTHER》的重编版，分两卷。
- 异兽魔都（2001年 - 2018年，Big Comic Spirits增刊IKKI・月刊IKKI・Big Comic Spirits增刊HiBaNa（日语：ヒバナ (雑誌)）・月刊少年Sunday、小学馆）
- 大黑暗（2019年 - 连载中，月刊少年Sunday、小学馆）